# Chan (Familienname)
Chan ist ein chinesischer Familienname.

## Chinesische Reihenfolge
- Chan Chak (1915–1949), Admiral der Marine der Republik China
- Chan Chi Choi (* um 1960), Badmintonspieler aus Hongkong
- Chan Chi Ming (* 1964), Tischtennisspieler aus Hongkong
- Chan Chin-wei (* 1985), taiwanische Tennisspielerin
- Chan Fai Lui (* 1955), Radrennfahrer aus Hongkong
- Chan Hao-ching (* 1993), taiwanische Tennisspielerin
- Chan Hung Yung (* 1990), Badmintonspielerin aus Hongkong
- Chan Io Chong (* 1985), Badmintonspielerin aus Macao
- Chan Kazuhiro (* 1985), japanischer Tischtennisspieler
- Chan Kin Ngai (* 1968), Badmintonspieler aus Hongkong
- Chan Kin Wa (* 2002), macauischer Sprinter
- Chan Kon Leong (um 1917–?), malaysischer Badmintonspieler
- Chan Kong Wah (* 1961), Tischtennisspieler und -trainer aus Hongkong
- Chan Kwok Ming (* 1975), hongkong-chinesischer Snookerspieler
- Chan Kwong Beng (* 1988), Badmintonspieler aus Malaysia
- Chan Lam Hams (* 1955), Radrennfahrer aus Hongkong
- Chan Man (* 1993), Fußballspieler für Macau
- Chan Mei Mei (* 1978), Badmintonspielerin aus Hongkong
- Chan Ming-chi (* 1961), chinesischer Komponist und Musikpädagoge
- Chan Ming Siu (* 1984), Fußballschiedsrichter aus Hongkong
- Chan Ming Tai (* 1995), hongkong-chinesischer Weitspringer
- Chan Oi Ni (* 1966), Badmintonspielerin aus Hongkong
- Chan Pui Kei (* 2000), Sprinterin aus Hongkong
- Chan Sin-Yuk (* 2002), Squashspielerin aus Hongkong
- Chan Siu Kwan (* 1992), Hongkonger Fußballspieler
- Chan Siu Kwong (* 1966), Badmintonspieler aus Hongkong
- Amet-Chan Sultan (1920–1971), sowjetischer Testpilot
- Chan Sy (1932–1984), kambodschanischer Politiker
- Chan Tsz Ka (* 1990), Badmintonspielerin aus Hongkong
- Chan Tsz Kit (* um 1990), Badmintonspieler aus Hongkong
- Chan Wing-wah (* 1954), chinesischer Komponist
- Chan Ya-lin (* 1976), taiwanische Badmintonspielerin
- Chan Yan Kit (* 1985), Badmintonspieler aus Hongkong
- Chan Yat Lok (* 2007), hongkong-chinesischer Sprinter
- Chan Yee-Hing (1952–2006), chinesische Schauspielerin
- Chan Yiwen (* 2000), malaysische Squashspielerin
- Chan Yu-chen (* 2002), taiwanische Handball- und Beachhandballspielerin
- Chan Yun Lung (* um 1990), Badmintonspieler aus Hongkong
- Chan Yung-jan (* 1989), taiwanische Tennisspielerin, siehe Latisha Chan

## Westliche Reihenfolge
- Adam Chan (* 20. Jh.), chinesischer Schauspieler, Choreograf und Regisseur
- Agnes Chan (* 1955), chinesische Sängerin
- Alexandre Chan Blanco (* 1993), amerikanisch-spanischer Handballspieler
- Alfred Chan (* um 1951), chinesischer Manager
- Alina Chan, kanadische Molekularbiologin
- Amy Chan (* um 1960), Badmintonspielerin aus Hongkong
- Andrew Chan (Jurist) (陳慶偉; * 1961), Jurist aus Hongkong
- Andrew Chan (Bischof) (陳謳明; * 1962), anglikanischer Bischof von Hongkong
- Andrew Chan (Drogenhändler) (1984–2015), australischer Drogenschmuggler
- Anson Chan (* 1940), Politikerin aus Hongkong
- Arnold Chan (1967–2017), kanadischer Rechtsanwalt und Politiker
- Benny Chan (1961–2020), Filmschaffender aus Hongkong
- Chan Chong Ming (* 1980), malaysischer Badmintonspieler
- Chan Chun Sing (* 1969), singapurischer Politiker
- Cheryl Chan (* 1995), singapurische Leichtathletin
- Chike Chan (* 1974), britischer Schauspieler
- Chun Hing Chan (* 1981), chinesischer Radrennfahrer
- Dennis Chan (* 1949), chinesischer Schauspieler, Drehbuchautor, Regisseur und Filmproduzent
- Domingos Chan (* 1970), macauischer Fußballtorhüter
- Dschan Mohammed Chan (?–2011), afghanischer Politiker
- Eddie Chan (* 20. Jh.), chinesischer Schauspieler
- Elim Chan (* 1986), chinesische Dirigentin
- Erin Chan (* 1979), kanadische Synchronschwimmerin
- Falani Chan Tung, samoanischer Diplomat und Beamter
- Francis Chan (Bischof) (1913–1967), singapurischer Geistlicher, Bischof von Penang
- Francis Chan (* 1967), US-amerikanischer evangelikaler Geistlicher
- Franky Chan (* 1965), Snookerspieler aus Hongkong
- Fruit Chan (* 1959), hongkong-chinesischer Regisseur
- Gabriel Gatwech Chan (1960–2017), Rebellenführer im Südsudan
- Gemma Chan (* 1982), britische Schauspielerin
- George B. Chan (1921–1998), Szenenbildner und Artdirector
- German Borissowitsch Chan (* 1961), russischer Unternehmer
- Gordon Chan (* 1959), chinesischer Filmregisseur, Drehbuchautor, und Schauspieler
- Jackie Chan (* 1954), hongkong-chinesischer Schauspieler
- James Chan Soon Cheong (1926–2023), malaysischer Geistlicher, Bischof von Melaka-Johor
- Jaycee Chan (* 1982), US-amerikanischer Schauspieler und Sänger chinesisch-taiwanischer Herkunft
- Joey Chan (* 1988), Squashspielerin aus Hongkong
- Johnny Chan (* 1957), US-amerikanischer Pokerspieler
- Jonathan Chan-Pensley, Schauspieler
- Jordan Chan (* 1967), chinesischer Schauspieler und Sänger
- Joshua Chan (* 1962), chinesischer Komponist, Violinist und Erhu-Spieler
- Judy Chan (* 1978), chinesische Wein-Unternehmerin und Inhaberin eines Weingutes
- Julius Chan (1939–2025), Politiker von Papua-Neuguinea
- Ka Nin Chan (* 1949), kanadischer Komponist und Musikpädagoge
- Kee Chan (* 20. Jh.), singapurischer Schauspieler
- Keith Chan (* 1981), kanadischer Badmintonspieler
- Kevin Jerrold Chan (* 1998), singapurischer Fechter
- Kim Chan (1917–2008), US-amerikanischer Schauspieler
- Latisha Chan (* 1989), taiwanische Tennisspielerin
- Laurie Chan (* 1965), salomonischer Politiker, Abgeordneter, Minister und Botschafter
- Lien Chan  (* 1936), nationalchinesischer Politiker der Kuomintang
- Margaret Chan (* 1947), hongkong-chinesische Politikerin und Diplomatin
- Marty Chan (* 1965), kanadischer Schriftsteller
- Michael Chan, Baron Chan (1940–2006), britischer Arzt und Politiker chinesischer Abstammung
- Michael Paul Chan (* 1950), US-amerikanischer Schauspieler
- Michelle Chan (* 1987), neuseeländische Badmintonspielerin
- Mirzā Dschahāngir Chān (1870–1908), iranischer Journalist und Herausgeber
- Moses Chan (* 1971), Schauspieler und Sänger aus Hongkong
- Moses H. W. Chan (* 1946), US-amerikanischer Physiker
- Nicholas Chan (* 1986), malaysischer Schachspieler
- Patrick Chan (* 1990), kanadischer Eiskunstläufer
- Paul Chan (* 1973), US-amerikanischer Künstler aus Hongkong
- Pauline Chan (* 1956), australische Schauspielerin, Regisseurin und Produzentin
- Phyllis Chan (* 1991), kanadische Badmintonspielerin
- Priscilla Chan (* 1985), US-amerikanische Philanthropin, Ehefrau von Mark Zuckerberg
- Quek Leng Chan (* 1941), malaysischer Unternehmer
- Sattar Chan (1868–1914), iranischer Revolutionär und Freiheitskämpfer, siehe Sattar Khan
- Shannon Chan-Kent (* 1988), kanadische Schauspielerin und Synchronsprecherin
- Shinichi Chan (* 2002), Fußballspieler für Hongkong
- Sonja Chan (* 1987), österreichische Schauspielerin
- Stacie Chan (* 1988), US-amerikanische Schauspielerin, Synchronsprecherin und Journalistin
- Tim Patrick Chan (* 1988), deutscher Schauspieler
- Tony F. Chan (* 1952), chinesischer Mathematiker
- Vathanaka Chan (* 1994), kambodschanischer Fußballspieler
- Veli Kajum-chan (1904–1993), Politiker (NTEK)
- Venise Chan (* 1989), Tennisspielerin aus Hongkong
- Victor Chan (geboren als Chan Wai-kwong; * 1959), chinesischer Komponist und Dirigent
- Wai Chan (* 1986), malaysischer Pokerspieler
- Wilma Chan (* 1949), US-amerikanische Politikerin
- Wing-tsit Chan (1901–1994), chinesisch-US-amerikanischer Sinologe und Religionsphilosoph

## Fiktive Figur
- Charlie Chan, Detektiv bei Earl Derr Biggers